# Juncus breweri
Juncus breweri är en tågväxtart som beskrevs av Georg George Engelmann. Juncus breweri ingår i släktet tåg, och familjen tågväxter. Inga underarter finns listade i Catalogue of Life.